# 琉璃草
琉璃草（学名：Cynoglossum furcatum），又名豬尾草、錫蘭狗尾草，是紫草科琉璃草属的植物。

## 分佈
本物種分佈於日本、新几内亚、斯里兰卡、巴基斯坦、菲律宾、巴布亚、马来西亚、印度、台湾岛、阿富汗、泰国、越南以及中国大陆的河南、华南、西南、甘肃、陕西等地，生长于海拔300米至3,040米的地区，多生长于向阳山坡、林间草地及路边，目前尚未由人工引种栽培。

## 外部連結
- 琉璃草, Liulicao （页面存档备份，存于） 藥用植物圖像數據庫 (香港浸會大學中醫藥學院) （繁體中文）（英文）